# Walter Fischer (Politiker, 1917)
Walter Fischer (* 2. März 1917 in Niederhaßlau, Kreis Zwickau, heute Wilkau-Haßlau; † 6. Februar 1967 in Nürnberg) war ein deutscher Politiker (SPD).

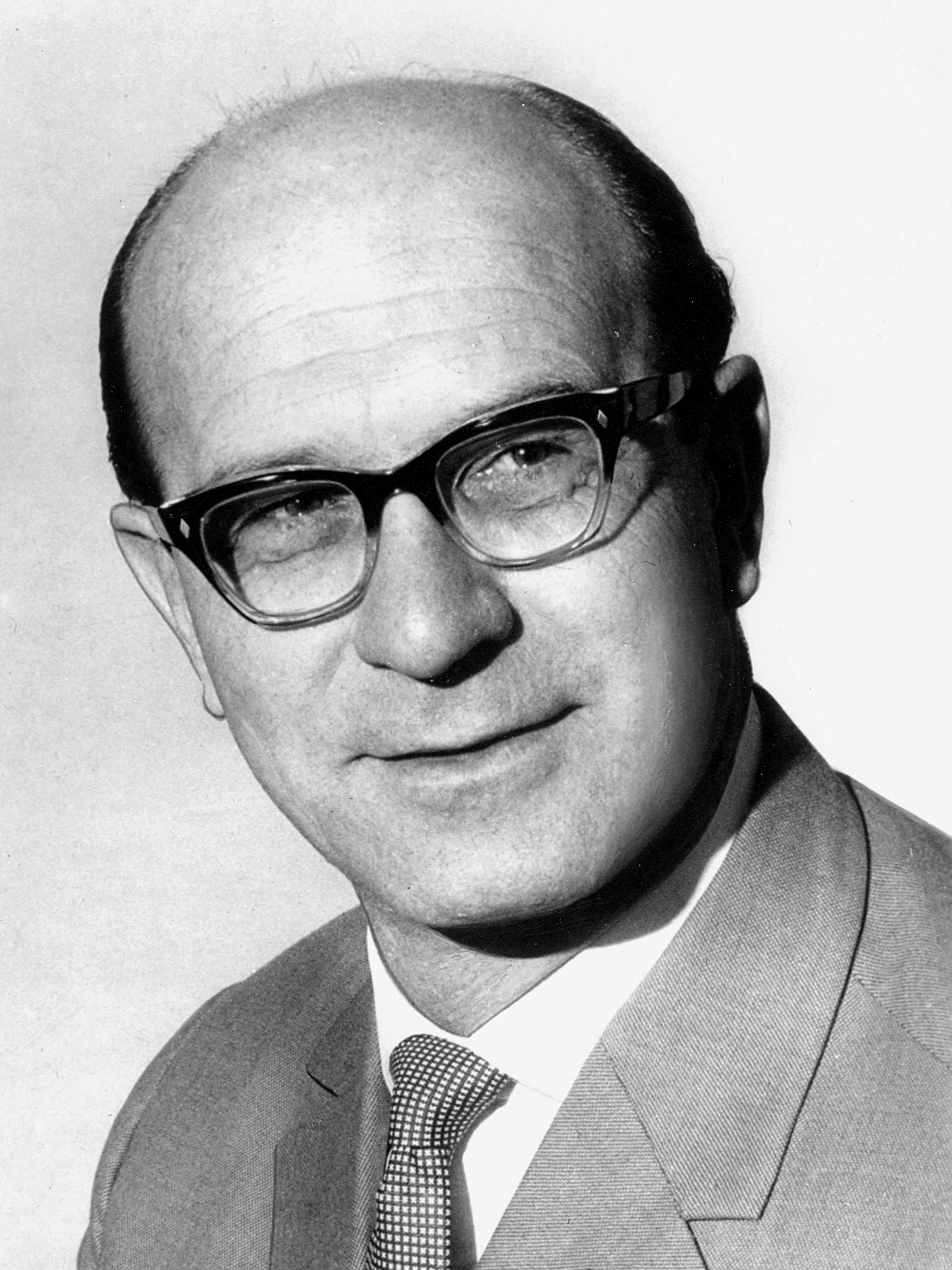
Walter Fischer, Bayerischer SPD-Landtagsabgeordneter von 1958 bis 1967

## Leben
Sein Vater Alfred Fischer war Dreher, die Mutter Rosa geb. Hänel war Fabrikarbeiterin. Nach dem Besuch der höheren Handelslehranstalt ergriff Fischer den Kaufmannsberuf. Er arbeitete in Zwickau und später in Nürnberg in einem Warenhauskonzern. Von 1939 bis 1945 nahm er als Soldat zunächst am Frankreichfeldzug teil und kam dann an der Ostfront zum Einsatz. Nach der Entlassung aus amerikanischer Kriegsgefangenschaft trat Fischer im August 1945 in die Nürnberger Stadtpolizei ein, die ihn nach entsprechenden Lehrgängen als Kriminalbeamten einsetzte. Er wurde in den Betriebsrat gewählt und war über zehn Jahre Vorsitzender des Personalrats. Fischer war Mitbegründer der Bezirksfachabteilung Polizei Bayern in der Gewerkschaft ÖTV, die im Oktober 1947 gegründet wurde. Ab 1954 war er 1. Vorsitzender dieser größten Polizeiberufsorganisation in Bayern.
Im Jahr 1958 wurde Fischer für die SPD in den Bayerischen Landtag gewählt, dem er bis zu seinem Tod angehörte. Zunächst war er Abgeordneter für die Landkreise Eichstätt und Hilpoltstein und ab dem 2. Dezember 1966 für den Wahlkreis Nürnberg-West. Er war stellvertretender Vorsitzender des Ausschusses für Fragen des Beamtenrechts und der Besoldung und Mitglied in den Ausschüssen für Verfassungsrecht sowie für Rechts- und Kommunalfragen. Er wurde als stellvertretendes nichtberufsrichterliches Mitglied zum Bayerischen Verfassungsgerichtshof berufen.
Fischer war seit 1943 mit Babette geb. Schmidbauer verheiratet und hatte zwei Töchter.